# Nicola Morelli
Nicola Morelli (né à Matera le 10 septembre 1921, mort à Rome le 5 novembre 1994) est un sculpteur, un acteur et un écrivain italien.

## Biographie
En 1940, Nicola Morelli entre à l'académie militaire de Modène, où il obtient le grade de sous-lieutenant. Après avoir participé à la Seconde Guerre mondiale, il quitte l'armée à cause d'un incident survenu lors d'un saut en parachute.
Comme sculpteur, ses œuvres sont situées à Washington, au siège du Comité national olympique italien (CONI) à Rome, à Montescaglioso avec une représentation de saint François et Bernalda, une statue de saint Bernardin. Dans sa ville natale, il a créé des gravures dans l'église de Saint-Paul et les médailles dédiées à la visite du pape Jean-Paul II à Matera.
En tant qu'acteur, Morelli a participé à des films comme L'An un (1974) de Roberto Rossellini, Fantozzi (1975) de Luciano Salce et Le Fou de guerre (1985) de Dino Risi.
Il a été aussi l'auteur de deux essais sur les Sassi di Matera : Vita agli inferi (1951) et Le storie di Cheravanna (1994).
Morelli est mort à Rome en 1994 et enterré dans sa ville natale.

## Filmographie

### Cinéma
- 1972 : Au-delà de la haine (de), de Alessandro Santini (de)
- 1974 : L'An un, de Roberto Rossellini
- 1975 : La lunga strada senza polvere, de Sergio Tau
- 1975 : Corruzione al palazzo di giustizia, de Marcello Aliprandi
- 1975 : Quei paracul... pi di Jolando e Margherito (de), de Yilmaz Atadeniz et Giulio Giuseppe Negri (de)
- 1975 : Fantozzi, de Luciano Salce
- 1975 : Buttiglione diventa capo del servizio segreto, de Mino Guerrini
- 1978 : L'Occupation en 26 images (Okupacija u 26 slika), de Lordan Zafranović
- 1978 : Casa dell'amore... la polizia interviene (it), de Renato Polselli
- 1980 : Fantozzi contro tutti, de Neri Parenti et Paolo Villaggio
- 1982 : La casa stregata, de Bruno Corbucci
- 1983 : Il tassinaro, de Alberto Sordi
- 1984 : Non ci resta che piangere, de Roberto Benigni et Massimo Troisi
- 1985 : Le Fou de guerre, de Dino Risi
- 1988 : Catacombs (en), de David Schmoeller

### Télévision
- 1971 : I racconti di padre Brown (it), de Vittorio Cottafavi
- 1971 : ...e le stelle stanno a guardare (it), de Anton Giulio Majano
- 1978 : Diario di un giudice, de Marcello Baldi
- 1989 : Disperatamente Giulia, de Enrico Maria Salerno

## Livres
- Vita agli inferi, Gastaldi, Milan, 1951
- Le storie di Cheravanna, Serarcangeli, Rome, 1994

## Sources
- (it) Cet article est partiellement ou en totalité issu de l’article de Wikipédia en italien intitulé « Nicola Morelli » (voir la liste des auteurs).